# Challenger de Numea 2012
El torneo Internationaux de Nouvelle-Calédonie 2012 es un torneo profesional de tenis. Pertenece al ATP Challenger Series 2013. Se disputaró su 9.ª edición sobre superficie dura, en Numea, Nueva Caledonia, Francia entre el 2 y el 7 de enero de 2012.

## Campeones

### Individual Masculino
- Jérémy Chardy derrotó en la final a  Adrián Menéndez, 6–4, 6–3

### Dobles Masculino
- Sanchai Ratiwatana /  Sonchat Ratiwatana derrotaron en la final a  Axel Michon /  Guillaume Rufin, 6–0, 6–4